# Sanjō Sanefusa
Sanjō Sanefusa (三条実房, [[[1147]] - 1225] Erro: {{japonês}}: texto da transliteração contém caractere não latino (pos 19) (ajuda)), o filho mais velho de Sanjō Kiminori foi membro da Corte no  período Heian da história do Japão. Terceiro líder do Ramo Sanjō do Clã Fujiwara. 

## Carreira
Participou dos reinados do Imperador Konoe (1142 a 1155), do Imperador Go-Shirakawa (1155 a 1158), do Imperador Nijo (1158 a 1165), do Imperador Rokujo (1165 a 1168), do Imperador Takakura (1168 a 1180), do Imperador Antoku (1180 a 1185), do Imperador Go-Toba (1183 a 1198), do Imperador Tsuchimikado (1198 a 1210), do Imperador Juntoku (1210 a 1221), do Imperador Chukyo (1221), do Imperador  Go-Horikawa (1221 a 1232).
Em 1152 se tornou Nobre, em 1156 entrou para o Konoefu (Quartel da Guarda do Palácio). Em 1160 o Imperador Nijo o nomeou Kurōdonotō (Chefe do Kurōdodokoro).
No governo do Imperador Rokujo conquistou vários cargos em 1166 se torna Sangi, em 1167 Chūnagon  e em 1168 Dainagon.
No governo do Imperador Go-Toba foi nomeado Udaijin em 1189, e no ano seguinte promovido a Sadaijin até 1197 quando começou a se ficar doente e se tornou um monge budista poucos meses depois veio a falecer.
Sanefusa foi um dos envolvidos no desentendimento que ocorreu entre aos Ramos Sanjō e Kasanin. Matsudono Motofusa era genro de Kiminori pois sua principal esposa era a irmã de Kiminori. Portanto os filhos de Kiminori, Sanefusa e Sanenuki eram seus sobrinhos e se davam muito bem na época em que Tadamichi estava vivo. Mas depois que Motofusa se tornou Sesshō do Imperador Rokujo em 1164, o Daijō Daijin Tadamasa queria que sua própria filha se tornasse a esposa principal de Motofusa. Com o nascimento de Moroie, filho de Motofusa e neto de Tadamasa, que foi nomeado Chūnagon aos oito anos de idade. Sanefusa ficou enraivecido.
Outro caso envolveu Fujiwara no Kanezane e a seita Terra Pura. Sanefusa queria que os hereges da seita fossem punidos, e foi o responsável para que um relatório sobre isso fosse aprovado. No inverno de 1196 por sua conversão à seita Terra Pura, Kanezane foi colocado sob prisão domiciliar; Konoe Motomichi (1160 - 1233) foi nomeado Daijō Daijin em seu lugar, e sua filha, Ninshi, foi forçada a deixar o palácio. O Principe Sacerdote Shonin (1169 - 1197), um discípulo Myoun que foi capturado no momento do ataque que Yoshinaka invadiu o Palácio de Go-Shirakawa em 1183, crescera e visitava o Palácio Imperial diariamente. Shonin trazia e levava informações para Jodo-ji depois da morte de Go-Shirakawa em 1192.
| Precedido por Sanjō Kiminori     | -- 3º Líder dos Sanjō Fujiwara | Sucedido por Sanjō Kinfusa        |
| Precedido por Tokudaiji Sanesada | 48º Sadaijin (1190 - 1197)     | Sucedido por Fujiwara no Kanezane |
| Precedido por Tokudaiji Sanesada | 80º Udaijin (1189 - 1190)      | Sucedido por Fujiwara no Kanemasa |